# Șovkunivka, Bilokurakîne
Șovkunivka (în ucraineană Шовкунівка) este un sat în comuna Demeanivka din raionul Bilokurakîne, regiunea Luhansk, Ucraina.

## Demografie
Componența lingvistică a localității Șovkunivka
     Ucraineană (97,18%)
     Rusă (2,82%)
Conform recensământului din 2001, majoritatea populației localității Șovkunivka era vorbitoare de ucraineană (97,18%), existând în minoritate și vorbitori de rusă (2,82%).